# Distretto di Bariadi
Il distretto di Bariadi è un distretto della Tanzania situato nella regione del Simiyu. È suddiviso in 25 circoscrizioni (wards) e conta una popolazione di 422 916 abitanti (censimento 2012).
Elenco delle circoscrizioni:
- Bariadi
- Bunamhala
- Dutwa
- Gambosi
- Gilya
- Guduwi
- Ikungulyabashashi
- Isanga
- Kasoli
- Kilalo
- Malambo
- Matongo
- Mhango
- Mwadobana
- Mwaubingi
- Mwaumatondo
- Ngulyati
- Nkindwabiye
- Nkololo
- Nyakabindi
- Nyangokolwa
- Sakwe
- Sapiwi
- Sima
- Somanda